# American Tours Festival
Pour les articles homonymes, voir ATF.
L'American Tours Festival (ATF) était un festival sur la culture américaine se déroulant sur 3 jours à Tours, en Indre-et-Loire, France.
Il a été créé en 2007 sous le nom « Country Bike Rock Festival » et se tenait chaque année au mois de juillet au Parc Expo de Tours. Il est renommé « American Tours Festival » en 2013.
Ce festival unique en France proposait aux visiteurs une expérience 100 % culture U.S., dans des univers emblématiques tels que le Rock & Vintage, la moto & et le Kustom Show, la Country, le Rodéo, le Western et Venice Beach (dans une ambiance californienne). De nombreuses animations étaient proposées sur place (cours de danses, initiations sportives, démonstrations mécaniques...), avec la présence de plus de 300 exposants.
L'événement proposait aussi une programmation musicale riche et variée avec des dizaines de concerts sur 4 scènes, avec des artistes comme ZZ Top, Les Insus, Lenny Kravitz, Deep Purple, Scorpions, Rival Sons ou Stray Cats.
L'American Tours Festival accueillait de nombreux bikers, grâce notamment au Hall Harley-Davidson (partenaire de l'événement) consacré à la culture moto, au Kustom Show (expo de motos customisées), le run (ballade organisée dans le département) et la Grande parade dans les rues de la ville de Tours. C'était aussi un des rendez-vous annuels de référence pour les férus de culture Vintage, Country et western.
L'événement attirait jusqu'à 65 000 visiteurs, des communautés de passionnés, comme le Grand Public.

## Programmation musicale
Depuis 2013 le festival proposait différents concerts durant les 3 jours. Au fur et à mesure des années cet aspect du festival s'est développé, avec la présence d'artistes reconnus dans le milieu du rock et de la Country.
| Année | Artiste(s)                                          |
| ----- | --------------------------------------------------- |
| 2013  | Dick Rivers                                         |
| 2014  | Wanda Jackson                                       |
| 2015  | Lloyd Price                                         |
| 2016  | Johnny Hallyday The Blues Brothers Steppenwolf      |
| 2017  | ZZ Top Les Insus Brian Setzer & The Rockabilly Riot |
| 2018  | Lenny Kravitz Deep Purple Gord Bamford Imelda May   |
| 2019  | Scorpions Rival Sons The Stray Cats                 |